# 孔丹
孔丹（1947年5月—），籍貫江西萍鄉，北京長大，是中國高級經濟師、中信集團原董事長。

## 簡歷
孔丹的父親孔原是原中央調查部部長；母親許明是前總理周恩來的秘書，弟弟孔栋。文革爆发前夕，北京四中高三·五班同学在团支部书记、中共（预备）党员孔丹带领下，联名给毛主席写了信，情绪激昂地要求废除“封建高考制度的桎梏”。此前，北京女一中的同学，已经先一步写了主张废除高考的《致毛主席的信》。后来，《人民日报》把北京女一中和北京四中的两封《致毛主席的信》全部发表，两信发布之后，1966年夏天的高考，即被“废止”，且一“废”就是十一年。
中央发布《十六条》后，西纠成立，全名为首都红卫兵纠察队西城分队，号称约束红卫兵的过激行为，纠察维持社会秩序，实质是保爹保妈，宣扬血统论，打击黑五类。西纠先后发布了十个通令，试图引导约束红卫兵要文斗不要武斗。中央文革认为西纠的后台是周恩来，西纠成为周恩来的一个罪状。
文化大革命期間，孔原被打成「黑幫」、「特務頭子」，許明也遭到迫害，在1966年服安眠藥自殺；孔丹也被迫到陝北「上山下鄉」。文革結束後，他在1978年直接考上了中國社會科學院經濟所研究生。1981年畢業後，在国家经委機關工作了一段時間，任张劲夫的秘书。1983年，他加入光大集團，负责沿海城市业务部。
1984年，孔丹向陈云去信，希望中共领导层对他这种“红二代红卫兵”以政治上的优待。陈云同志1984年2月27日批示孔丹的信：
1993年，孔丹担任光大集团副总。1995年，光大信托投资公司的巨额亏空事件暴发后，他兼任光大信托總經理善后处理。1996年，光大集团领导班子调整，央行副行长朱小华为光大董事长，孔丹出任總經理。2000年，他被調至中信集團副董事長兼總經理。2006年，他獲委任為中信集團董事長。2010年12月退休。

## 爆粗口事件
2013年，低调的孔丹却因为同学会上的一句国骂而引来广大网友的侧目。“秦晓质问孔丹：百姓的呼声你们就听不见，你有没有信仰啊？你把老婆孩子送到美国，你信仰啥？孔丹恼羞成怒：我肏你妈！”
九月九日，孔丹在香港对亚洲周刊说，那天在校友聚会上，确实发生了争论，不过，他坚决否认自己骂过那样的「粗口」，因为秦晓完全清楚他妻女的状况与美国毫无干系，何来质问一事，又何来所谓恼羞成怒、破口大骂？而且日前秦晓见到他时，当面矢口否认了此事。但不实传言就这么迅即散布，人们都信以为真。
他说：“最近舆论场上的这个关于我的传言，还是那句老话，谎言是不能长久的，谣言止于智者，这是我的基本看法，也是我的希望。首先肯定是谣言，肯定是谎言。我觉得这也是一种悲哀，对一个那么严肃的论争，竟然采用这样的一种方式，捕风捉影、张冠李戴、无中生有，说重一点儿是信口雌黄。基本手法就是对被攻击对象丑化、矮化、妖魔化。这样的传言就是意图贬损我的人格，这是不是很有点文革遗风？。”